# Richard Benzing
Richard Benzing (* 14. April 1892 in Schwenningen am Neckar; † 21. Februar 1947 in Darmstadt) war ein deutscher Mediziner und Kinderarzt.

## Leben
Richard Benzing wurde 1917 als Arzt approbiert und arbeitete danach 1921 bis 1922 als (zweiter) Assistent der Universitäts-Kinderklinik am Würzburger Juliusspital unter Hans Rietschel. Er trat 1932 in die SA sowie zum 1. Februar desselben Jahres in die NSDAP ein (Mitgliedsnummer 947.255) und war Mitglied des NS-Ärztebundes, der NSV, des Reichskolonialbunds und im Beirat des Deutschen Vereins für öffentliche und private Fürsorge. Seit 1933 war Benzing Leitender Arzt am Kinderkrankenhaus Park Schönfeld in Kassel und seit 1934 Leiter des Amts für Volkswohlfahrt im Gau Kurhessen. Ein Jahr später wurde er Gaufachbeauftragter der Reichsarbeitsgemeinschaft Mutter und Kind und leitete die Ärztekammer Hessen-Nassau. 1942 ging Benzing als Honorarprofessor für Volksgesundheitspflege an die Universität Marburg und leitete seit 1943 das Institut für Nationalsozialistische Volkspflege.
Er war Träger des Goldenen Ehrenzeichens der NSDAP.
Nach Kriegsende wurden seine Schriften Gesundheitsfürsorge für Mutter und Kind (Enke, Stuttgart 1941) und Grundlagen der körperlichen und geistigen Erziehung des Kleinkindes im nationalsozialistischen Kindergarten (Eher, Berlin 1941) in der Sowjetischen Besatzungszone auf die Liste der auszusondernden Literatur gesetzt.